# Bužim (Chorwacja)
Bužim – wieś w Chorwacji, w żupanii licko-seńskiej, w mieście Gospić. W 2011 roku liczyła 74 mieszkańców.